# Ольгинский мост
Ольгинский мост — мост через реку Великую в Пскове. Соединяет центральную часть города (Псковский Кремль) с городским микрорайоном Завеличье.

## Расположение
Расположен в створе Рижского проспекта.
Выше по течению находится мост имени 50-летия Октября, ниже — мост Александра Невского.

## Название
Назван в честь княгини Ольги. Официальное название мост получил 9 ноября 1911 года. Постановлением Псковского губисполкома 19 февраля 1923 г. в связи с 5-летием Вооружённых сил Советской России мост был переименован в мост Красной Армии. В 1946 году в связи с преобразованием РККА в регулярную Советскую армию мост был переименован в мост Советской Армии. В 1995 году возвращено историческое название.

## История

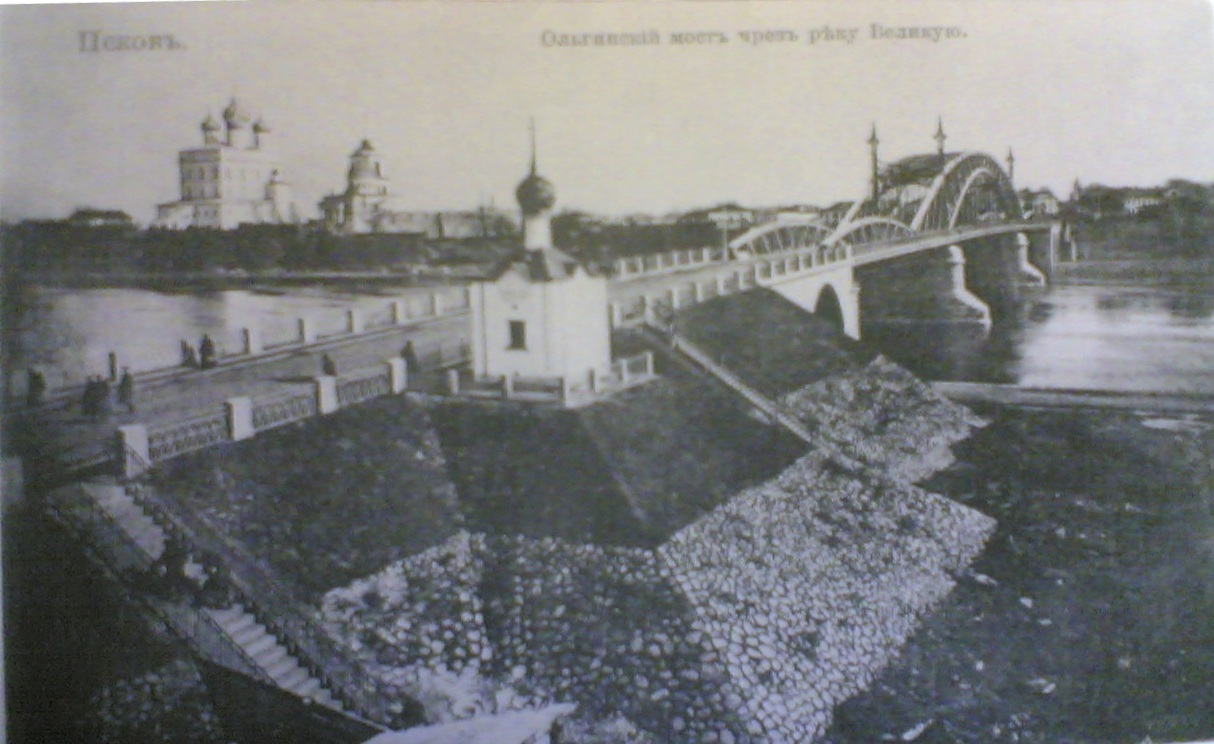
Ольгинский мост и Анастасьевская часовня в Пскове в начале XX века

Первое упоминание о мосте через Великую во Пскове относится к 1463 году, когда был построен плавучий мост. С тех пор он упоминается в документах. До этого здесь действовал только паром. Плавучий мост не обеспечивал постоянного транспортного сообщения, так как ежегодно разбирался на время весеннего и осеннего ледоходов. С 1870 г. городские и земские учреждения и военное ведомство неоднократно поднимали вопрос о постройке постоянного моста через реку Великую. В 1901 г. был одобрен проект инженера Г. Н. Соловьева, предусматривающий строительство металлического моста консольно-балочной системы. Из-за задержки финансирования работы были начаты в 1909 году. Строительство опор моста производил инженер Лентовский, верхнее строение моста — Общество Брянского завода. Работы продолжались с весны 1909 г. до октября 1911 г. Для движения мост был открыт 30 октября 1911 года.
Ольгинский мост многократно взрывали. Впервые был взорван во время Гражданской войны красноармейцами 25 мая 1919 года и восстановлен в феврале 1921 года. Затем его взорвали дважды во время Великой Отечественной войны: 8 июля 1941 года при отступлении Советской Армии (восстановлен сапёрами Вермахта в 1942 году) и вновь взорван 22 июля 1944 года при отступлении немецко-фашистскими войсками. Работы по восстановлению моста выполнялись 1 Военно-дорожным управлением Главного дорожного управления Красной Армии под руководством инженер-подполковника С. Т. Сохранского. Подъемка обрушенных ферм и все общестроительные работы проводились Военно-дорожным отрядом под командованием инженер-майора Я. М. Письмана. Металлические конструкции изготовлялись на заводах Ленинграда и монтажные работы по мосту выполнялись 68-м Механизированным военно-дорожным отрядом под командованием инженер-подполковника Н. П. Возженникова. Монтаж металлоконструкций на мосту осуществлялся под руководством главного инженера того же 68-го МВДО инженера-майора А. С. Течиева. Восстановительные работы были начаты 15 сентября 1944 года, движение по мосту было открыто 30 апреля 1945 года.
В 1969 году в связи с ростом транспортной нагрузки арочный мост был разобран. На его месте к концу 1970 года по проекту института Ленгипротрансмост был сооружён новый железобетонный балочный мост. Пролетное строение выполнено в виде железобетонной неразрезной балки, высота которой постоянна в центральной части и плавно уменьшается в боковых пролетах. Схема моста: 25 + 28 + 32 + 57 + 75 + 57 + 32,4 м. Из-за ошибок в расчётах, приведших к деформации сооружения, позже были добавлены ещё 4 дополнительные опоры.

## Галерея

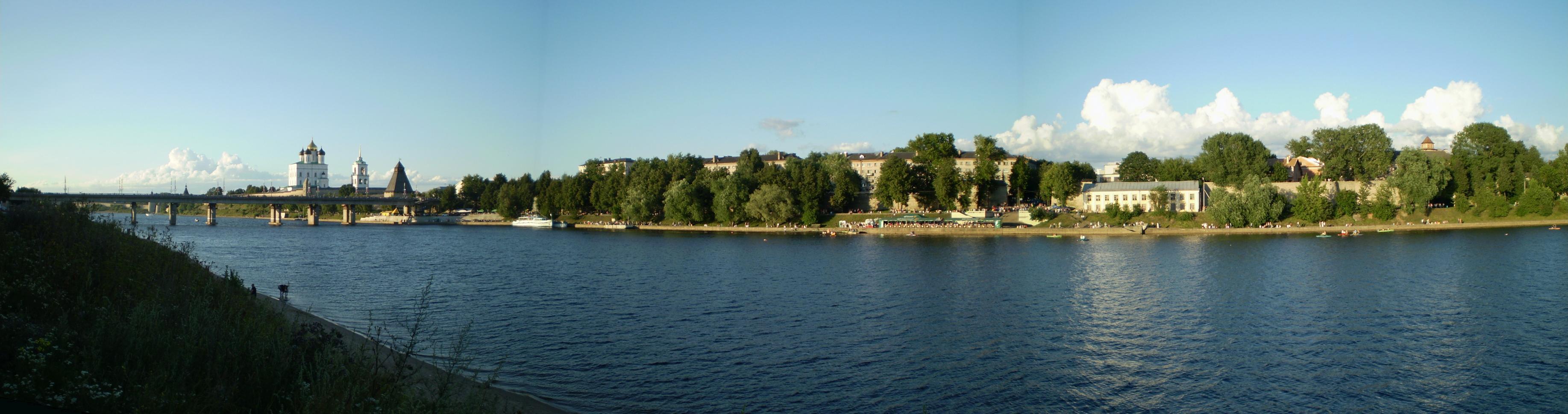
Панорама на Псковский Кремль и Ольгинский мост

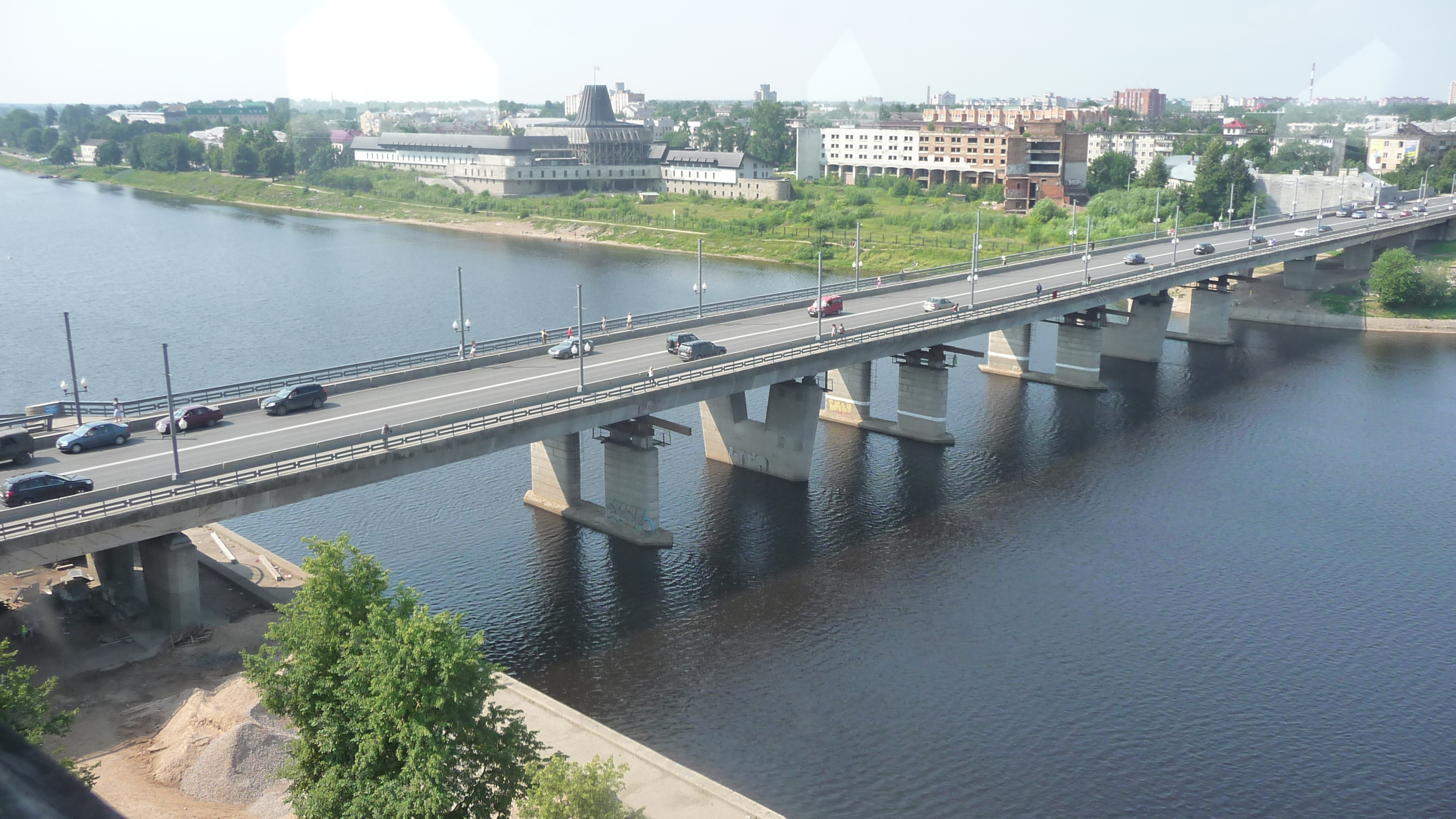
Вид со смотровой площадки на Власьевской башне
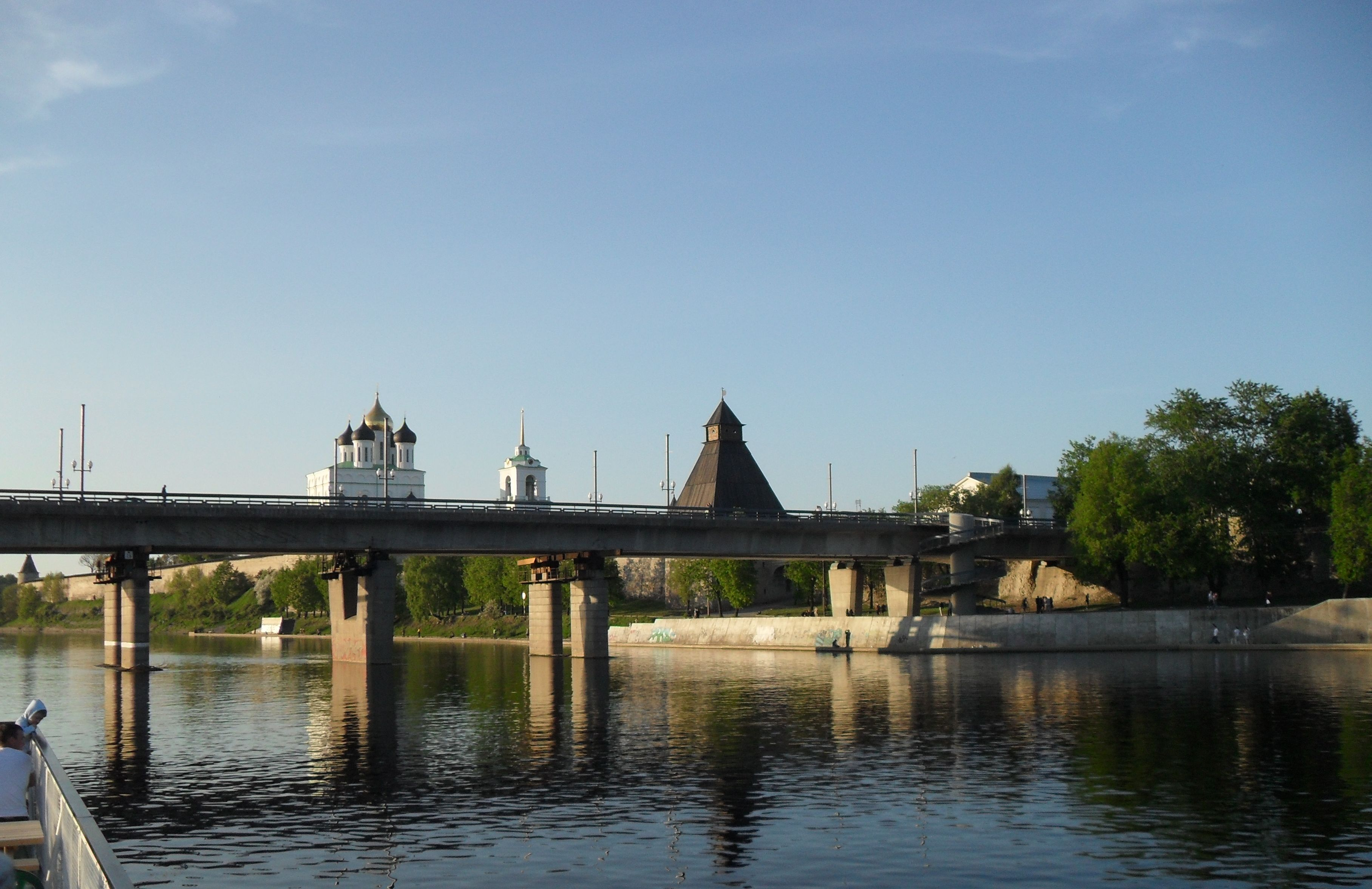
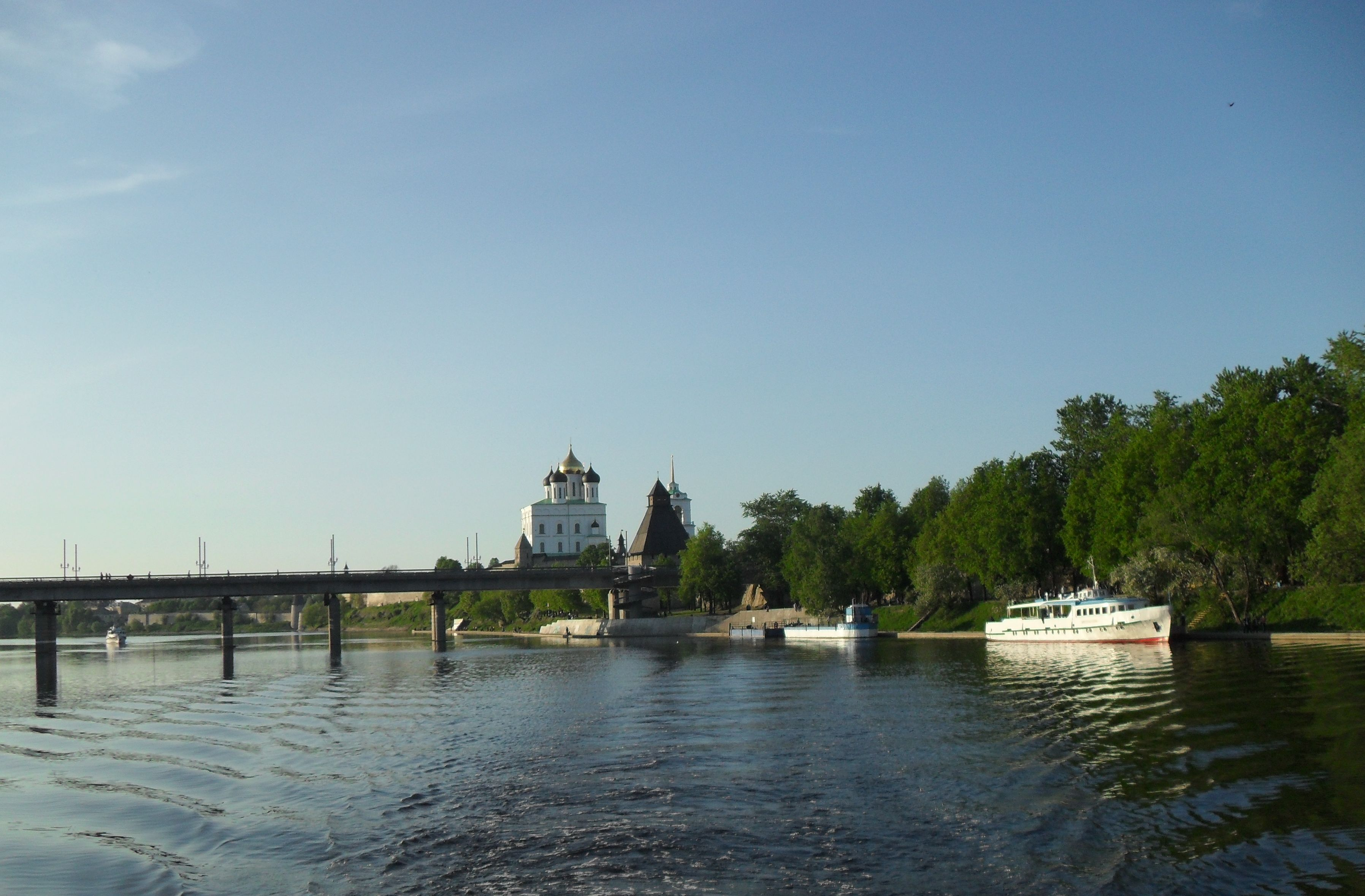
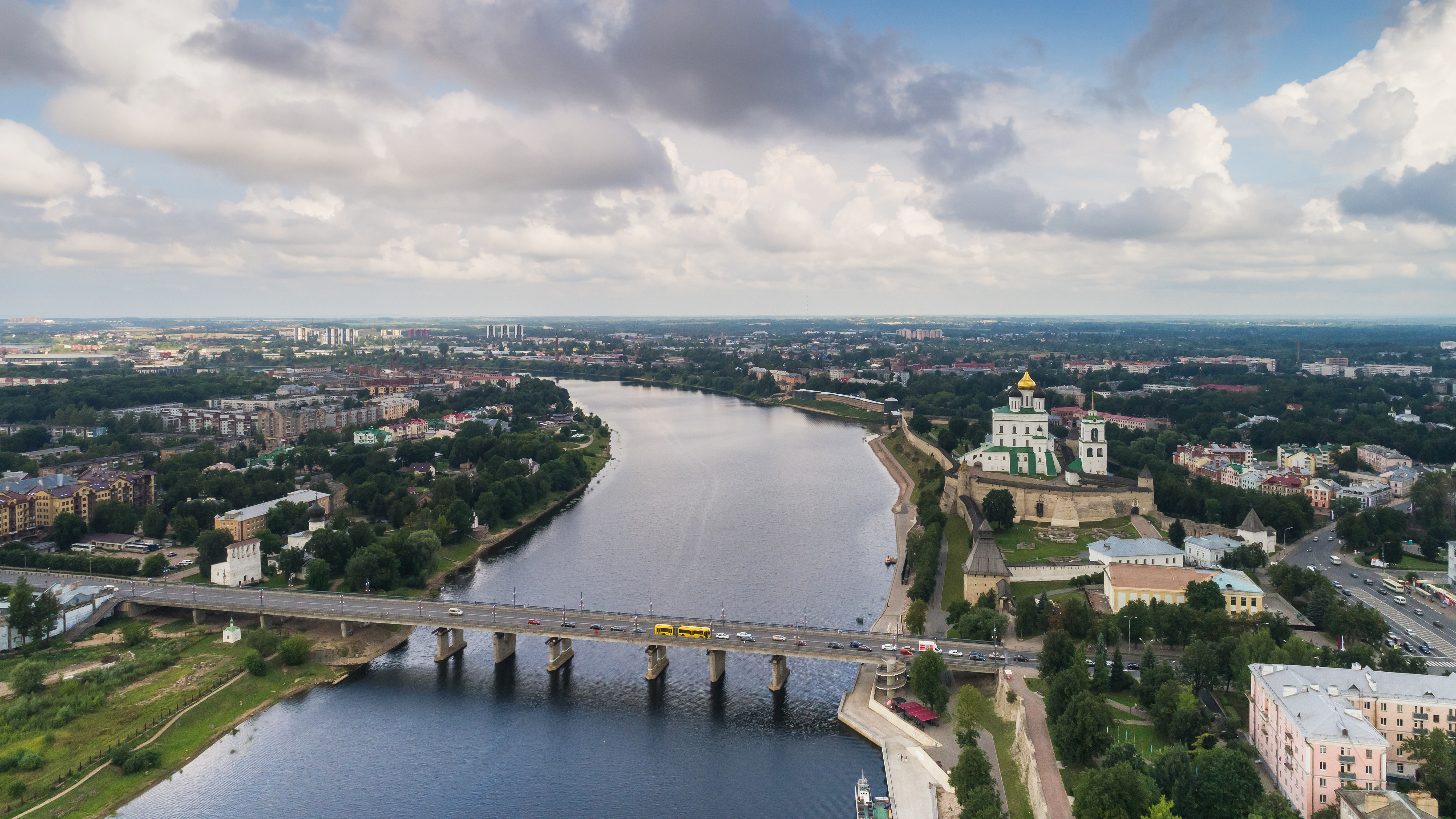
Аэрофотосъёмка
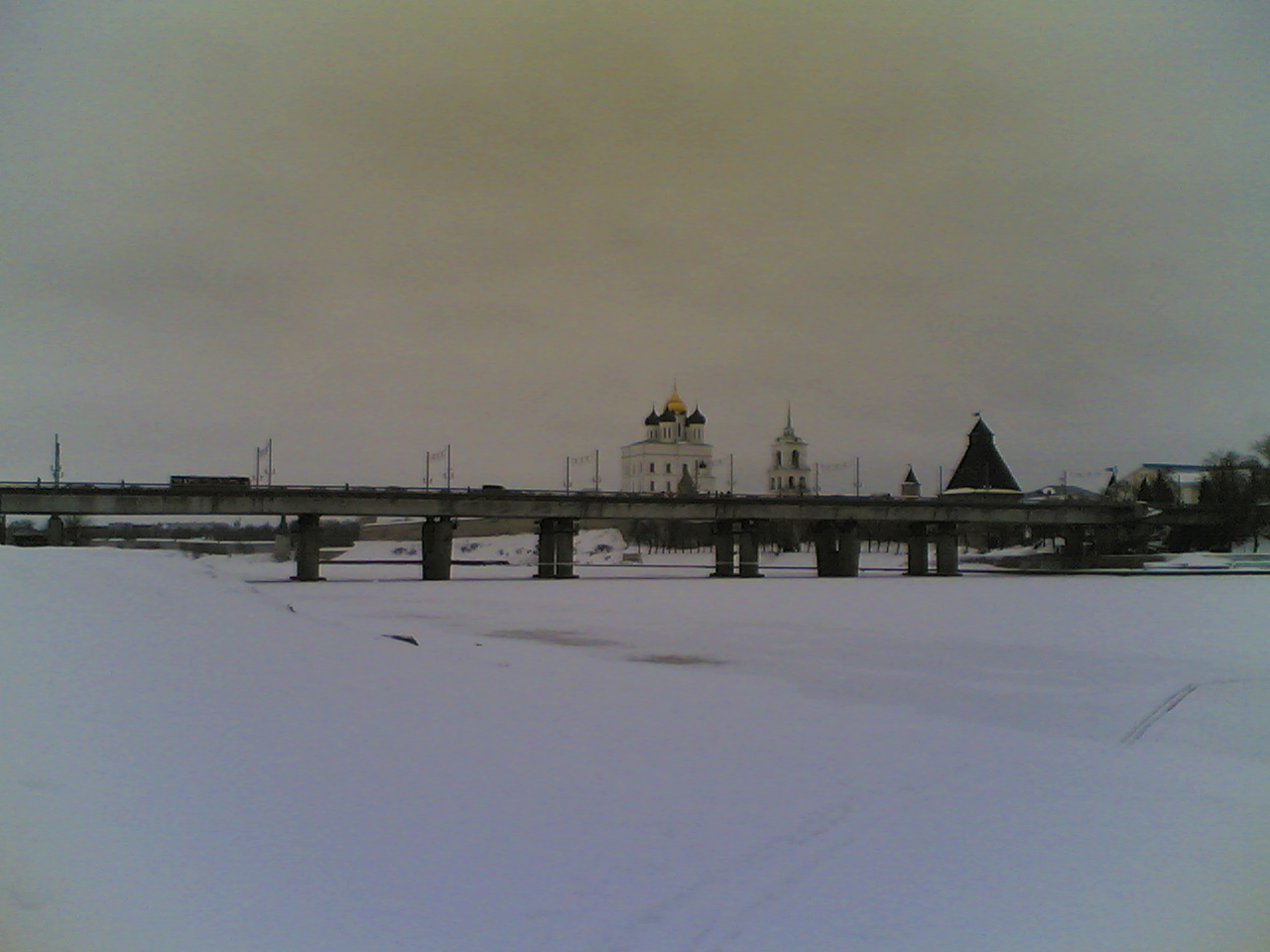
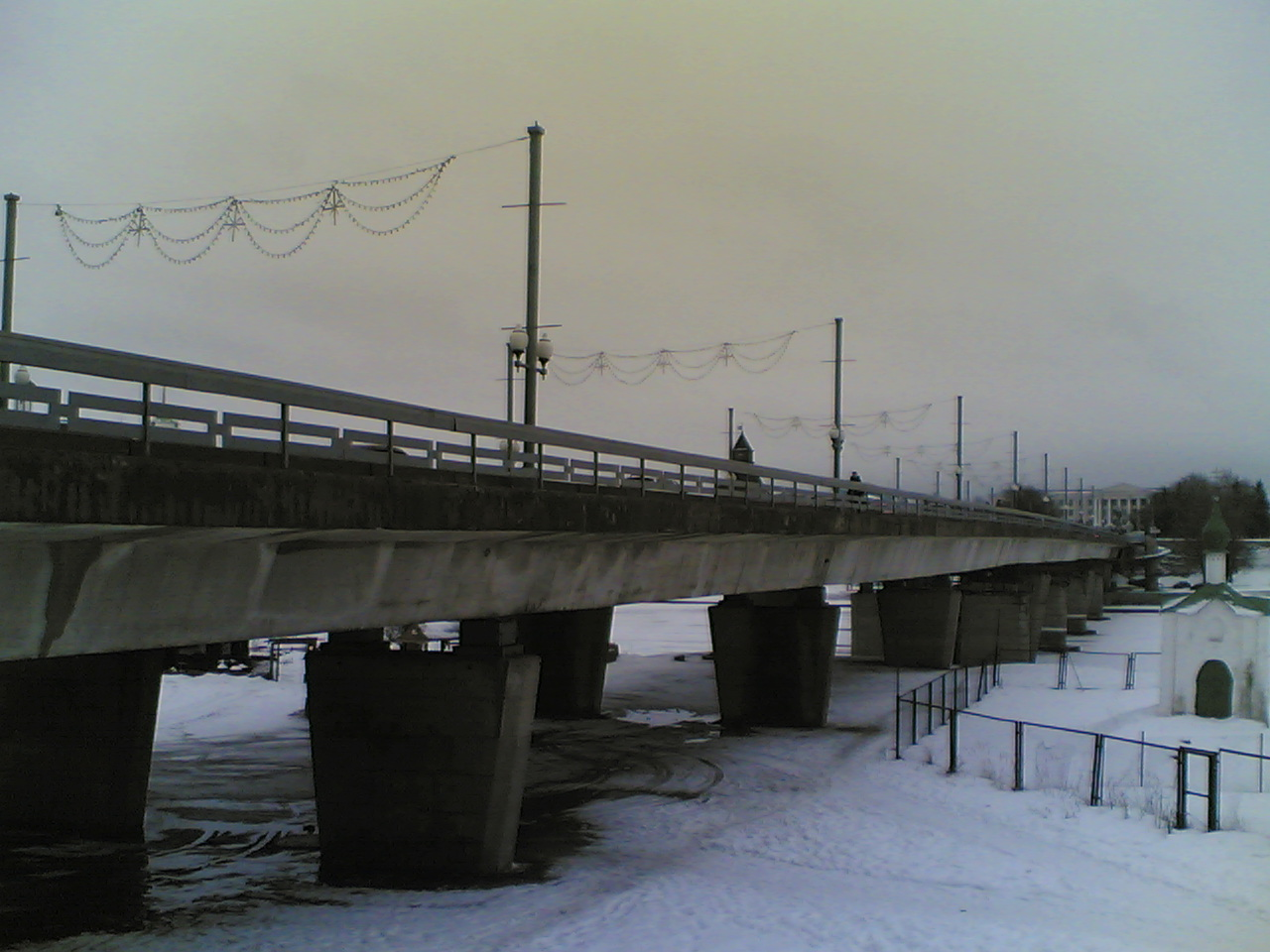